# 閻世科
閻世科（？—？），字伯登，號楚蟠、龍門，山西太原府太原縣匠籍南直隸淮安府山陽縣人，明朝政治人物。

## 生平
太原縣學生。萬曆二十八年（1608年）庚子科山西鄉試第二十五名，萬曆三十二年（1604年）甲辰科三甲二百二十三名進士，兵部觀政，三十三年授湖州府推官，三十七年福建同考，三十八年舉卓異，三十九年入為戶部主事，四十年管象房草場，四十一年（1613年）升郎中，遼東管粮，四十二年升開封知府，仍留遼東管粮。四十五年（1617年）九月升山東布政使司參議、兵備寧前，因托疾避難，四十六年（1618年）十二月回籍閒住。

## 家族
其先為山西太原府太原縣人，自祖父世居淮安府山陽縣。曾祖閻居誾，祖父閻翰，太医院吏目。父閻國順，訓導。母楊氏。具慶下。
娶高氏，繼娶蔡氏。有子閻修齡、孫閻若璩。